# 166 a.C.

## Eventos
- Caio Sulpício Galo e Marco Cláudio Marcelo, cônsules romanos.